# Can Terrats (Ullastret)
Can Terrats, antigament anomenat Mas Pi, és un edifici civil al nucli d'Ullastret catalogat a l'Inventari del Patrimoni Arquitectònic de Catalunya.
És una masia de dues plantes i golfes; baixos destinats a estables i el pis a habitatge, la coberta és a dos vessants que cauen sobre els murs de més llargada. La façana principal, que presenta una forta pàtina, a causa d'estar encarada a tramuntana, ofereix un notable conjunt d'obertures ornamentades, gòtic- renaixentista. La portada que és la meitat de ponent, és de gran dovellatge i té, a la clau de l'arc de mig punt, un baix relleu a manera d'escut, però amb l'interior llis; a sobre hi ha, incís, l'any 1542. Al pis hi ha quatre finestrals. El que hi ha damunt la porta és rectangular i a la llinda té un detall decoratiu de tema floral inscrit en un triangle; hi ha una inscripció difícil de desxifrar per l'erosió. A continuació, vers l'est, hi ha un finestral geminat, sense mainell, amb arabesc calat a l'intradós dels arquets conopials; motlluratge i mènsules amb àguiles en relleu, a les impostes. La darrera finestra és d'arc conopial amb arabesc senzill, motlluratge i impostes de tema vegetal. Als baixos hi donen unes petites obertures horitzontals. El parament és de rebles sense treballar, grans; les obertures són tallades en gres. A l'interior, als baixos, es conserven la major part de les voltes de canó, de rebles i morter, amb encanyissat. Dues segueixen l'eix longitudinal de l'edifici i les altres dues són transversals. Una escala de pedra puja al pis on destaca la sala gran. Hi ha dues portes ornades amb motllures i rosetes en baix relleu, l'interior ha estat, en alguns sectors, modificat.